# 劉之亨
刘之亨（?—?），字嘉会，南朝梁南阳郡涅阳县（今河南省邓州市）人，劉虯之子，刘之遴之弟。
刘之亨四岁时，出继叔父刘嵩。长大后好学，风度翩翩，善与占对。萧衍到荆州，与劉虯交谈谈。见到劉之遴、劉之亨兄弟，萧衍说：“之遴必以文章显，之亨当以功名著。”后来州举刘之亨为秀才，担任太学博士，接替刘之遴出任中书通事舍人。历任步兵校尉，湘东王萧绎谘议参军，梁武帝萧衍敕赐金策并赐诗。
中大通六年（534年），出师南郑，湘东王萧绎节度诸军。刘之亨以司农卿为行台承制，路过本州北界，总督众军，杖节西进，楼船戈甲非常盛大。老小在岸上观看的人们说：“是前举秀才者。”这次出兵，收复汉中，军士有功都被记录，只有刘之亨被兰钦所告，执政因而没有封赏刘之亨，只是恢复本官。很久以后，梁武帝读《陈汤传》，为陈汤立功绝域而被文吏所抵毁感到不平。宦官张僧胤说：“外闻论者，窃谓刘之亨与陈汤相似。”梁武帝感悟，封刘之亨为临江子。刘之亨推辞不受。刘之亨美名在朱异之上，害怕被朱异所害，于是接替刘之遴为安西湘东王萧绎长史、南郡太守。武帝问朱异：“刘之亨接替兄长高兴吗？兄弟因循，岂能只有大冯、小冯而已。”又对尚书令何敬容说：“荆州长史、南郡太守，都是仆射出入。现在刘之亨便是九转。”在郡有政绩，官民称道。五十岁去世，荆州人怀念他，不忍称其名，称其兄弟为“大南郡”、“小南郡”。